# 14C busz (Nagykanizsa)
A nagykanizsai 14C jelzésű autóbusz a Városkapu körút - Rózsa utca - Csengery út - Kórház utca - Városkapu körút útvonalon közlekedik. A vonalat a Volánbusz üzemelteti.

## Közlekedése
Csak munkanapokon közlekedik, reggel, 1 alkalommal. A körjáratnak nagy szerepe van minden év november elsején, Mindenszentekkor. Ilyenkor a járat reggel 8:00-tól 18:00-ig óránként közlekedik, ezzel biztosítva a köztemető kényelmes elérését. 

## Útvonala
| Városkapu körút → Rózsa utca → Csengery út → Kórház utca → Városkapu körút |
| --- |
| Városkapu körút – Zemplén Győző utca – Kazanlak körút – Rózsa utca – Teleki utca – Kórház utca – Kisfaludy Sándor utca – Csengery út – Erdész utca – Tripammer Gyula utca – Kórház utca – Teleki utca – Rózsa utca – Kazanlak körút – Zemplén Győző utca – Városkapu körút |

## Megállóhelyei
Az átszállási kapcsolatok között a 14-es és 14Y buszok nincsenek feltüntetve!
| 0  | Városkapu körút                   |                                                   |                                                                                                |
| 2  | Rózsa utca                        | 4, 6, 6A, 6C, 6Y, C9, C33, C91                    | Hevesi Óvoda                                                                                   |
| 5  | Attila utca - Rózsa utca          | 4, 6A                                             | Szivárvány EGYMI, Attila Óvoda, Rózsa Óvoda                                                    |
| 6  | Rózsa utca 1-2.                   | 4, 6A                                             | Kőrösi Csoma Sándor Általános Iskola                                                           |
| 7  | Kórház, bejárati út (Teleki utca) | 4, 6, 6A, 6Y, 10, 10Y, 20, 20Y, 21, 21E, 21Y, C33 | Kanizsai Dorottya Kórház, Vackor Óvoda, Dr. Mező Ferenc Gimnázium és Szakközépiskola           |
| 9  | Kórház utca                       | 20, 20Y, 21, 21E, 21Y, C33                        | Kanizsai Dorottya Kórház, Tűzoltóparancsnokság                                                 |
| 10 | Kisfaludy - Batthyány utcai sarok | 20, 20Y, 21, 21E, 21Y, C33                        |                                                                                                |
| 11 | Csengery - Kisfaludy utcai sarok  | 8, 8Y, 20, 20Y, 21, 21E, 21Y, C33                 | Kisfaludy Óvoda, Evangélikus templom                                                           |
| 12 | Csengery út 55-58.                | 8                                                 | Kanizsa Uszoda és Strandfürdő, Zsigmondy Vilmos Szakképző Iskola, Kodály Zoltán Művelődési Ház |
| 15 | Tripammer utca, bolt              | 8Y                                                |                                                                                                |
| 16 | Köztemető                         | 8Y                                                | Köztemető                                                                                      |
| 18 | Kórház utca                       | 20, 20Y, 21, 21E, 21Y, C33                        | Kanizsai Dorottya Kórház, Tűzoltóparancsnokság                                                 |
| 20 | Kórház, bejárati út (Teleki utca) | 4, 6, 6A, 6Y, 10, 10Y, 20, 20Y, 21, 21E, 21Y, C33 | Kanizsai Dorottya Kórház, Vackor Óvoda, Dr. Mező Ferenc Gimnázium és Szakközépiskola           |
| 21 | Rózsa utca 1-2.                   | 4, 6A                                             | Kőrösi Csoma Sándor Általános Iskola                                                           |
| 22 | Attila utca - Rózsa utca          | 4, 6A                                             | Szivárvány EGYMI, Attila Óvoda, Rózsa Óvoda                                                    |
| 24 | Szolgáltatóház                    | 4, 6A, 6C, C9, C91                                | Hevesi Óvoda, Hevesi Sándor Általános Iskola                                                   |
| 25 | Rózsa utca                        | 4, 6, 6A, 6C, 6Y, C9, C33, C91                    | Hevesi Óvoda                                                                                   |
| 27 | Városkapu körút                   | 4, 6, 6A, 6C, 6Y, C3, C9, C33, C91                |                                                                                                |